# Opel Admiral

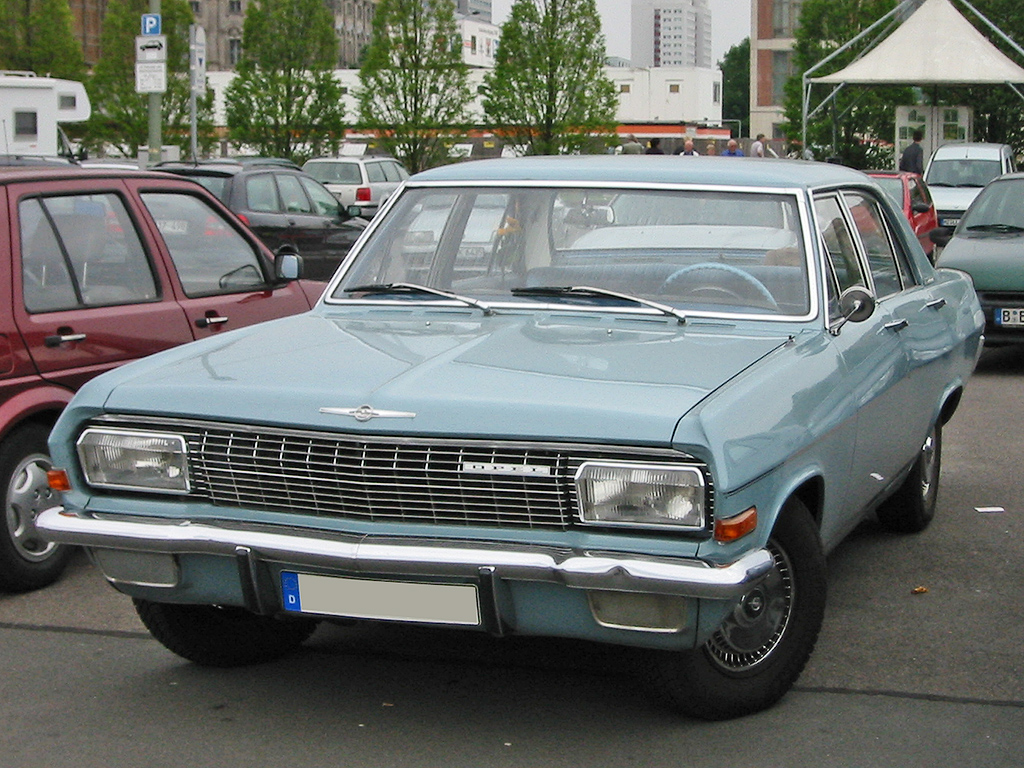

El Opel Admiral fue un automóvil de lujo fabricado por Opel desde 1937 a 1939 y desde 1964 hasta 1977. Perteneció al rango de alta gama de Opel KAD.
A partir de 1964 recibió junto con su vuelta al mercado un diseño que bebía directamente de los modelos estilísticos de General Motors, puramente americanos.
El Kapitän y el Admiral se ofrecían en el mercado con un motor de seis cilindros, 2.6 litros que desarrollaba 100 CV de potencia,  equipado con empujadores hidráulicos sin mantenimiento, lo cual era novedoso, como lo era asimismo la caja manual de cuatro velocidades, completamente sincronizada, con la palanca de cambios en la columna de dirección.
Como opción también se ofrecía una palanca deportiva de cambios incorporada en el suelo o la caja automática de dos velocidades. De serie estaba equipado con un circuito de frenos doble y discos delanteros.
Los asientos delanteros eran individuales, tanto en el Admiral como en el Kapitan. En el Diplomat, en cambio eran corridos.